# Dème de Faloría
Le dème de Faloría, en grec moderne : Δήμος Φαλωρείας / Dímos Falorías, est un dème du district régional de Tríkala, en Thessalie, Grèce. Depuis  2010, il est fusionné au sein du dème de Tríkala.
Selon le recensement de 2011, la population du dème compte 3 966 habitants.
La localité tire son nom de la cité antique de Phaloria (en).